# Nakalipitec
El nakalipitec (Nakalipithecus nakayamai) és un hominoïdeu prehistòric que visqué a principis del Miocè superior (fa uns deu milions d'anys) en allò que avui en dia és Kenya. L'espècie fou descrita a partir d'un maxil·lar i onze dents fòssils, descoberts el 2005 per un equip d'investigadors japonesos i kenyans a la regió de Nakali (nord de Kenya).
El nakalipitec és important en l'estudi de l'evolució per dos motius diferents. D'una banda, el nakalipitec i l'uranopitec (trobat a Grècia) sostenen la teoria que els llinatges evolutius dels ximpanzés i els humans se separaren fa almenys vuit milions d'anys. És probable que el nakalipitec fos un parent molt proper de l'últim avantpassat comú dels ximpanzés i els humans. D'altra banda, també recolza la teoria que l'evolució primerenca dels humans i els seus parents propers es desenvolupà completament a Àfrica. A causa de la manca de fòssils d'hominoïdeus africans al període comprès entre fa quinze i fa sis milions d'anys, hi havia una teoria alternativa que deia que l'evolució dels hominoïdeus havia començat a Àfrica, però que s'hi extingiren fa uns quinze milions d'anys. Abans d'extingir-s'hi, la superfamília s'hauria estès vers el sud d'Àsia i Europa, on s'han trobat bastants fòssils d'hominoïdeus d'aquest període. Segons la teoria, els hominoïdeus haurien tornat a colonitzar Àfrica des d'Àsia entre fa vuit i fa sis milions d'anys. Tanmateix, el descobriment del nakalipitec (juntament amb el del samburupitec i el chororapitec) sembla refutar aquesta teoria.
Les dents tenen una espessa capa d'esmalt, cosa que indica que la dieta del nakalipitec es basava majoritàriament en material vegetal dur i fibrós. Probablement era un animal una mica més petit que les femelles de goril·la i devia viure en zones boscoses.